# سفارت پاکستان در تهران
سفارت پاکستان در تهران (به اردو: اسلامی جمہوریہ پاکستان کے سفارت خانے تہران میں) (به انگلیسی: Embassy Of Pakistan in Tehran) سفارت رسمی جمهوری اسلامی پاکستان در کشور ایران است. از آذر ماه 1398 رحیم حیات قریشی سفیر پاکستان در ایران است. این سفارت دیوار به دیوار خوابگاه پسرانه کوثر دانشگاه تربیت مدرس می باشد.

## اطلاعات بیشتر
صفحه سفارت پاکستان در ایران در وبگاه وزارت امورخارجه پاکستان
شماره تلفن: +۹۸–۲۱۶۶۹۴۴۸۹۸، +98-2166944889